# Шифф, Фриц
Фриц Шифф (нем. Fritz Schiff; 13 февраля 1889, Берлин, Германская империя, — 30 июля 1940, Нью-Рошелл, США) — немецкий медик.

## Биография
Фриц Шифф изучал медицину у профессора Фридбергера в Берлине и у Вильгельма Колле в Берне. Во время Первой мировой войны служил в германских частях, расположенных в Малой Азии, в качестве военного врача и эпидемиолога. В 1919—1920 годах работал заведующим бактериологическим отделением больницы Моабит. В 1920—1922 годах был доцентом университета Грайфсвальда и преподавал там гигиену. Затем перешёл во фридрихсхайнскую больницу, где возглавил бактериолого-серологическое отделение. В период работы там создал ряд работ по бактериологии и исследованию групп крови, получивших международное признание. Помимо этого, являлся приват-доцентом университета Фридриха Вильгельма, где преподавал бактериологию и гигиену.
После прихода нацистов к власти ими была сожжена книга Шиффа «Великие иллюзии человечества». В 1935 году из-за своего еврейского происхождения Шифф был уволен со всех должностей и лишен права на преподавательскую деятельность. Через год он иммигрировал в США, где возглавил бактериолого-серологическое отделение нью-йоркской больницы Бет-Исраэль.
За свою карьеру Шифф опубликовал около 150 научных работ, посвященных в основном серологии групп крови.
В честь Шиффа названа улица во Фридрихсхайне.
17 мая 1968 года Немецкое общество трансфузиологии и иммуногематологии учредило премию Фрица Шиффа за достижения в области медицины.

## Избранные сочинения
- Die Technik der Blutgruppenuntersuchung für Kliniker und Gerichtsärzte nebst Berücksichtigung ihrer Anwendung in der Anthropologie und der Vererbungs- und Konstitutionsforschung. — Berlin: Springer, 1926 (3. Aufl. 1932).
- Über die gruppenspezifischen Substanzen des menschlichen Körpers. — Jena: Fischer, 1931.
- Über einen eigenartigen serologischen Faktor des Menschen. — Helsinki: Acta Societatis medicorum Fennicae «Duodecim», 1932.
- Die Blutgruppen und ihre Anwendungsgebiete. — Berlin: Springer, 1933.
- Blood grouping technic: A manual for clinicians, serologists, anthropologists, and students of legal and military medicine. — New York: Interscience Publishers, 1942.